# حوزه انتخابیه سی‌وپنجم کالیفرنیا
حوزه انتخابیه سی‌وپنجم کالیفرنیا یک حوزه انتخابیه مجلس نمایندگان آمریکا است که در ایالت کالیفرنیا قرار دارد.